# Бетонвилије (Територија Белфор)
Бетонвилије (фр. Bethonvilliers) је насељено место у Француској у региону Франш-Конте, у департману Територија Белфор.
По подацима из 2011. године у општини је живело 242 становника, а густина насељености је износила 127,37 становника/km².

## Демографија
| 1962. | 1968. | 1975. | 1982. | 1990. | 2011. |
| ----- | ----- | ----- | ----- | ----- | ----- |
| 92    | 136   | 116   | 154   | 154   | 242   |